# Ritonia
- Commons
- Wikispecies

Ritonia Benoist, 1962, segundo o Sistema APG II, é um gênero botânico da família Acanthaceae.

## Espécies
Apresenta quatro espécies:
- Ritonia barbigera
- Ritonia humbertii
- Ritonia poissonii
- Ritonia rosea
- «Lista das espécies»